# Major League Baseball 2010
La stagione 2010 della Major League Baseball è iniziata il 4 aprile 2010 con l'incontro disputato al Fenway Park tra i Boston Red Sox ed i campioni in carica dei New York Yankees terminato 9-7. Al termine della stagione regolare sono stati registrati 73 053 807 spettatori, con una media di 30 138 spettatori a incontro.
Le World Series 2010 si sono svolte tra il 27 ottobre e il 1º novembre e si sono concluse con la vittoria per 4-1 dei San Francisco Giants sui Texas Rangers.
All'inizio della stagione i Minnesota Twins hanno inaugurato il loro nuovo stadio: il Target Field (39.504 posti).

## Regular Season

### American League

#### East Division
| # | Squadra           | Vittorie | Sconfitte | Perc. | Diff. |
| - | ----------------- | -------- | --------- | ----- | ----- |
| 1 | Tampa Bay Rays    | 96       | 66        | .593  | -     |
| 2 | New York Yankees  | 95       | 67        | .586  | 1.0   |
| 3 | Boston Red Sox    | 89       | 73        | .549  | 7.0   |
| 4 | Toronto Blue Jays | 85       | 77        | .525  | 11.0  |
| 5 | Baltimore Orioles | 66       | 96        | .407  | 30.0  |

#### Central Division
| # | Squadra            | Vittorie | Sconfitte | Perc. | Diff. |
| - | ------------------ | -------- | --------- | ----- | ----- |
| 1 | Minnesota Twins    | 94       | 68        | .580  | -     |
| 2 | Chicago White Sox  | 88       | 74        | .543  | 6.0   |
| 3 | Detroit Tigers     | 81       | 81        | .500  | 13.0  |
| 4 | Cleveland Indians  | 69       | 93        | .426  | 25.0  |
| 5 | Kansas City Royals | 67       | 95        | .414  | 27.0  |

#### West Division
| # | Squadra                | Vittorie | Sconfitte | Perc. | Diff. |
| - | ---------------------- | -------- | --------- | ----- | ----- |
| 1 | Texas Rangers          | 90       | 72        | .556  | -     |
| 2 | Oakland Athletics      | 81       | 81        | .500  | 9.0   |
| 3 | L.A. Angels of Anaheim | 80       | 82        | .494  | 10.0  |
| 4 | Seattle Mariners       | 61       | 101       | .377  | 29.0  |

     Vincitore Division
     Wild Card

### National League

#### East Division
| # | Squadra               | Vittorie | Sconfitte | Perc. | Diff. |
| - | --------------------- | -------- | --------- | ----- | ----- |
| 1 | Philadelphia Phillies | 97       | 65        | .599  | -     |
| 2 | Atlanta Braves        | 91       | 71        | .562  | 6.0   |
| 3 | Florida Marlins       | 80       | 82        | .494  | 17.0  |
| 4 | New York Mets         | 79       | 83        | .488  | 18.0  |
| 5 | Washington Nationals  | 69       | 93        | .426  | 28.0  |

#### Central Division
| # | Squadra             | Vittorie | Sconfitte | Perc. | Diff. |
| - | ------------------- | -------- | --------- | ----- | ----- |
| 1 | Cincinnati Reds     | 91       | 71        | .562  | -     |
| 2 | St. Louis Cardinals | 86       | 76        | .531  | 5.0   |
| 3 | Milwaukee Brewers   | 77       | 85        | .475  | 14.0  |
| 4 | Houston Astros      | 76       | 86        | .469  | 15.0  |
| 5 | Chicago Cubs        | 75       | 87        | .463  | 16.0  |
| 6 | Pittsburgh Pirates  | 57       | 105       | .352  | 34.0  |

#### West Division
| # | Squadra              | Vittorie | Sconfitte | Perc. | Diff. |
| - | -------------------- | -------- | --------- | ----- | ----- |
| 1 | San Francisco Giants | 92       | 70        | .568  | -     |
| 2 | San Diego Padres     | 90       | 72        | .556  | 2.0   |
| 3 | Colorado Rockies     | 83       | 79        | .512  | 9.0   |
| 4 | Los Angeles Dodgers  | 80       | 82        | .494  | 12.0  |
| 5 | Arizona Diamondbacks | 65       | 97        | .401  | 27.0  |

     Vincitore Division
     Wild Card

### All-Star Game
L'All Star Game si è svolto il 13 luglio 2010 all'Angel Stadium di Anaheim in California e dopo ben 13 anni la National League si è imposta sull'American League per 3-1.
|             | 1 | 2 | 3 | 4 | 5 | 6 | 7 | 8 | 9 | R | H | E |
| ----------- | - | - | - | - | - | - | - | - | - | - | - | - |
| AL All-Star | 0 | 0 | 0 | 0 | 0 | 0 | 3 | 0 | 0 | 3 | 7 | 1 |
| NL All-Star | 0 | 0 | 0 | 0 | 1 | 0 | 0 | 0 | 0 | 1 | 6 | 0 |

### Record Individuali

#### American League[5][6]
| Stat. | Giocatore      | Squadra           | Totale |
| ----- | -------------- | ----------------- | ------ |
| AVG   | Josh Hamilton  | Texas Rangers     | .359   |
| HR    | José Bautista  | Toronto Blue Jays | 54     |
| RBI   | Miguel Cabrera | Detroit Tigers    | 126    |
| R     | Mark Teixeira  | New York Yankees  | 113    |
| H     | Ichirō Suzuki  | Seattle Mariners  | 214    |
| SB    | Juan Pierre    | Chicago White Sox | 68     |

| Stat. | Giocatore       | Squadra                | Totale |
| ----- | --------------- | ---------------------- | ------ |
| W     | CC Sabathia     | New York Yankees       | 21     |
| L     | Kevin Millwood  | Baltimore Orioles      | 16     |
| ERA   | Félix Hernández | Seattle Mariners       | 2.27   |
| K     | Jered Weaver    | L.A. Angels of Anaheim | 233    |
| IP    | Félix Hernández | Seattle Mariners       | 249 ⅔  |
| SV    | Rafael Soriano  | Tampa Bay Rays         | 45     |

#### National League[7][8]
| Stat. | Giocatore       | Squadra             | Totale |
| ----- | --------------- | ------------------- | ------ |
| AVG   | Carlos González | Colorado Rockies    | .336   |
| HR    | Albert Pujols   | St. Louis Cardinals | 42     |
| RBI   | Albert Pujols   | St. Louis Cardinals | 118    |
| R     | Albert Pujols   | St. Louis Cardinals | 115    |
| H     | Carlos González | Colorado Rockies    | 197    |
| SB    | Michael Bourn   | Houston Astros      | 52     |

| Stat. | Giocatore     | Squadra               | Totale |
| ----- | ------------- | --------------------- | ------ |
| W     | Roy Halladay  | Philadelphia Phillies | 21     |
| L     | Rodrigo López | Arizona Diamondbacks  | 16     |
| ERA   | Josh Johnson  | Florida Marlins       | 2.30   |
| K     | Tim Lincecum  | San Francisco Giants  | 231    |
| IP    | Roy Halladay  | Philadelphia Phillies | 250 ⅔  |
| SV    | Brian Wilson  | San Francisco Giants  | 48     |

## Post season
|  | Division Series | Division Series       | Division Series      |                      |                      | League Championship Series | League Championship Series | League Championship Series |  |  | World Series | World Series  | World Series |
|  |                 |                       |                      |                      |                      |                            |                            |                            |  |  |              |               |              |
|  | 1               | Tampa Bay Rays        | 2                    |                      |                      |                            |                            |                            |  |  |              |               |              |
|  | 3               | Texas Rangers         | 3                    |                      |                      |                            |                            |                            |  |  |              |               |              |
|  | 3               | Texas Rangers         | 3                    |                      | 3                    | Texas Rangers              | 4                          |                            |  |  |              |               |              |
|  | American League |                       |                      |                      | 3                    | Texas Rangers              | 4                          |                            |  |  |              |               |              |
|  |                 | 4                     | New York Yankees     | 2                    |                      |                            |                            |                            |  |  |              |               |              |
|  | 2               | 4                     | New York Yankees     | 2                    | Minnesota Twins      | 0                          |                            |                            |  |  |              |               |              |
|  | 2               |                       |                      |                      | Minnesota Twins      | 0                          |                            |                            |  |  |              |               |              |
|  | 4               | New York Yankees      | 3                    |                      |                      |                            |                            |                            |  |  |              |               |              |
|  |                 |                       |                      |                      |                      |                            |                            |                            |  |  | AL3          | Texas Rangers | 1            |
|  |                 |                       | NL2                  | San Francisco Giants | 4                    |                            |                            |                            |  |  |              |               |              |
|  | 1               | Philadelphia Phillies | 3                    |                      |                      |                            |                            |                            |  |  |              |               |              |
|  | 3               | Cincinnati Reds       | 0                    |                      |                      |                            |                            |                            |  |  |              |               |              |
|  | 3               | Cincinnati Reds       | 0                    |                      | 1                    | Philadelphia Phillies      | 2                          |                            |  |  |              |               |              |
|  | National League |                       |                      |                      | 1                    | Philadelphia Phillies      | 2                          |                            |  |  |              |               |              |
|  |                 | 2                     | San Francisco Giants | 4                    |                      |                            |                            |                            |  |  |              |               |              |
|  | 2               | 2                     | San Francisco Giants | 4                    | San Francisco Giants | 3                          |                            |                            |  |  |              |               |              |
|  | 2               |                       |                      |                      | San Francisco Giants | 3                          |                            |                            |  |  |              |               |              |
|  | 4               | Atlanta Braves        | 1                    |                      |                      |                            |                            |                            |  |  |              |               |              |

### Division Series
American League
| Data                               | Squadra di casa | Squadra ospite | Ris.  |
| ---------------------------------- | --------------- | -------------- | ----- |
| 06/10                              | Tampa Bay Rays  | Texas Rangers  | 1 - 5 |
| 07/10                              | Tampa Bay Rays  | Texas Rangers  | 0 - 6 |
| 09/10                              | Texas Rangers   | Tampa Bay Rays | 3 - 6 |
| 10/10                              | Texas Rangers   | Tampa Bay Rays | 2 - 5 |
| 12/10                              | Tampa Bay Rays  | Texas Rangers  | 1 - 5 |
| Texas Rangers vincono la serie 3-2 |                 |                |       |

| Data                                  | Squadra di casa  | Squadra ospite   | Ris.  |
| ------------------------------------- | ---------------- | ---------------- | ----- |
| 06/10                                 | Minnesota Twins  | New York Yankees | 4 - 6 |
| 07/10                                 | Minnesota Twins  | New York Yankees | 2 - 5 |
| 09/10                                 | New York Yankees | Minnesota Twins  | 6 - 1 |
| New York Yankees vincono la serie 3-0 |                  |                  |       |

National League
| Data                                       | Squadra di casa       | Squadra ospite        | Ris.  |
| ------------------------------------------ | --------------------- | --------------------- | ----- |
| 06/10                                      | Philadelphia Phillies | Cincinnati Reds       | 4 - 0 |
| 08/10                                      | Philadelphia Phillies | Cincinnati Reds       | 7 - 4 |
| 10/10                                      | Cincinnati Reds       | Philadelphia Phillies | 0 - 2 |
| Philadelphia Phillies vincono la serie 3-0 |                       |                       |       |

| Data                                      | Squadra di casa      | Squadra ospite       | Ris.  |
| ----------------------------------------- | -------------------- | -------------------- | ----- |
| 07/10                                     | San Francisco Giants | Atlanta Braves       | 1 - 0 |
| 08/10                                     | San Francisco Giants | Atlanta Braves       | 4 - 5 |
| 10/10                                     | Atlanta Braves       | San Francisco Giants | 2 - 3 |
| 11/10                                     | Atlanta Braves       | San Francisco Giants | 2 - 3 |
| San Francisco Giants vincono la serie 3-1 |                      |                      |       |

### League Championship Series
American League
| Data                               | Squadra di casa  | Squadra ospite   | Ris.   |
| ---------------------------------- | ---------------- | ---------------- | ------ |
| 15/10                              | Texas Rangers    | New York Yankees | 5 - 6  |
| 16/10                              | Texas Rangers    | New York Yankees | 7 - 2  |
| 18/10                              | New York Yankees | Texas Rangers    | 0 - 8  |
| 19/10                              | New York Yankees | Texas Rangers    | 3 - 10 |
| 20/10                              | New York Yankees | Texas Rangers    | 7 - 2  |
| 22/10                              | Texas Rangers    | New York Yankees | 6 - 1  |
| Texas Rangers vincono la serie 4-2 |                  |                  |        |

National League
| Data                                      | Squadra di casa       | Squadra ospite        | Ris.  |
| ----------------------------------------- | --------------------- | --------------------- | ----- |
| 16/10                                     | Philadelphia Phillies | San Francisco Giants  | 3 - 4 |
| 17/10                                     | Philadelphia Phillies | San Francisco Giants  | 6 - 1 |
| 19/10                                     | San Francisco Giants  | Philadelphia Phillies | 3 - 0 |
| 20/10                                     | San Francisco Giants  | Philadelphia Phillies | 6 - 5 |
| 21/10                                     | San Francisco Giants  | Philadelphia Phillies | 2 - 4 |
| 23/10                                     | Philadelphia Phillies | San Francisco Giants  | 2 - 3 |
| San Francisco Giants vincono la serie 4-2 |                       |                       |       |

### World Series
| Data                                      | Squadra di casa      | Squadra ospite       | Ris.   |
| ----------------------------------------- | -------------------- | -------------------- | ------ |
| 27/10                                     | San Francisco Giants | Texas Rangers        | 11 - 7 |
| 28/10                                     | San Francisco Giants | Texas Rangers        | 9 - 0  |
| 30/10                                     | Texas Rangers        | San Francisco Giants | 4 - 2  |
| 31/10                                     | Texas Rangers        | San Francisco Giants | 0 - 4  |
| 01/11                                     | Texas Rangers        | San Francisco Giants | 1 - 3  |
| San Francisco Giants vincono la serie 4-1 |                      |                      |        |

## Premi
Miglior giocatore della Stagione
|    | Giocatore     | Squadra         |
| -- | ------------- | --------------- |
| AL | Josh Hamilton | Texas Rangers   |
| NL | Joey Votto    | Cincinnati Reds |

Rookie dell'anno
|    | Giocatore     | Squadra              |
| -- | ------------- | -------------------- |
| AL | Neftalí Feliz | Texas Rangers        |
| NL | Buster Posey  | San Francisco Giants |

Miglior giocatore delle World Series
| Giocatore      | Squadra              |
| -------------- | -------------------- |
| Édgar Rentería | San Francisco Giants |